# Palacios de la Sierra
Palacios de la Sierra és un municipi de la província de Burgos a la comunitat autònoma de Castella i Lleó. Forma part de la Comarca de la Sierra de la Demanda i és entre els municipis de Salas de los Infantes i Quintanar de la Sierra.

## Demografia
| 1991 | 1996 | 2001 | 2004 |
| ---- | ---- | ---- | ---- |
| 1016 | 919  | 874  | 870  |